# Enrique Bernaldo de Quirós
Enrique Bernaldo de Quirós (Moscú, Rusia, 1981) es un pianista español de música clásica.

## Biografía
De padre español y de madre rusa, Enrique Bernaldo de Quirós nació en Moscú en 1981. En Rusia inició sus estudios musicales a la edad de cinco años, debutando en público a los once en la Sala de Cámara del Conservatorio Tchaikovsky de Moscú. No obstante, su formación transcurre principalmente en Madrid en el Real Conservatorio Superior de Música  y en la Escuela Superior de Música Reina Sofía, con profesores como Galina Eguiazarova (alumna de Alexander Goldenweiser  padre de la moderna Escuela Rusa del piano) donde es distinguido con diversos diplomas honoríficos de manos de S.M. La Reina Dª Sofía.
Su interés por la música antigua le llevó a estudiar también órgano con el especialista en Música barroca española Anselmo Serna. 
Actúa habitualmente en España, Alemania, Rusia, Italia, Portugal, Suiza, Serbia, Norte de África, Sudáfrica y Oriente Próximo. En junio de 2008 debutó en la Sala Grande del Conservatorio Tchaikovsky de Moscú.
Como solista se ha presentado junto a orquestas como Orquesta Sinfónica de RTVE, Johannesburg Philharmonic (Sudáfrica), Orquesta Sinfónica del Vallés, Orquesta de la Comunidad de Madrid, Filarmónica de Bacau (Rumania), Sinfónica de las Islas Baleares, Nacional de Oporto (Portugal, Académica del Gran Teatro del Liceo de Barcelona, siendo dirigido por maestros como Tamás Vásáry, Salvador Brotons, Stuart Stratford, Josep Vicent, José Ramón Encinar, José Luis Gómez Ríos, Guerássim Voronkóv, Ovidiu Balan o Joji Hattori.
En la actualidad compagina su actividad concertista con la docente, como profesor titular en el Conservatorio Superior de Música de las Islas Baleares. Es uno de los fundadores y Presidente de la Sociedad de Conciertos de Palma de Mallorca, entidad que organiza diversos festivales de música clásica en la ciudad de Palma.
Ha recibido más de cuarenta premios en concursos internacionales de piano entre ellos los premios “Cidade do Porto” en 2007 y “UNISA” (Pretoria, Sudáfrica) en 2012. Ha realizado grabaciones para Catalunya Ràdio, RTVE y RNE.

## Premios
- Primer Premio: Concurso Nacional “Jacinto Guerrero” (Toledo, 1998)
- Segundo Premio: XXII Concurso Internacional de Piano Nueva Acrópolis, ahora Concurso Internacional de Piano Delia Steinberg (Madrid, abril de 2003)[6]
- Primer Premio y Premio a la mejor interpretación de música española: Concurso Internacional “Ciudad de Moguer” (Huelva, 2003)[7]
- Segundo Premio y Premio a la mejor interpretación de música española: Concurso Internacional “Ciutat de Carlet” (Valencia, 2003)
- Primer Premio y Premio a la mejor interpretación de música de un compositor mallorquín: Concurso Internacional “Rotary Club” (Palma de Mallorca, 2003)[7]
- Primer Premio y Premio a la mejor interpretación de música española: Concurso Nacional “Marisa Montiel” ciudad de Linares (Jaén, 2003)
- Segundo Premio: Concurso Internacional “Ricard Viñes” (Lérida, 2003)
- Premio al mejor intérprete de música española: Concurso Internacional “FUNDACIÓN GUERRERO” (Madrid, 2003)
- Primer Premio y Premio a la mejor interpretación de música española: Concurso Internacional “Pedro Bote” (Villafranca de los Barros-Badajoz, 2003)
- Tercer Premio: Concurso Nacional “Ciudad de la Línea” (Cádiz, 2003)
- Primer Premio: Concurso Nacional “Gerardo Diego” (Soria, 2004)
- Primer Premio y Premio a la mejor interpretación de música de Chopin: Concurso Nacional “Ciudad de Albacete” (2004)
- Segundo Premio: Concurso Internacional “Nueva Acrópolis” (Madrid, 2004)
- Primer Premio: Concurso Nacional “Ciutat de Xátiva” (Valencia, 2005)
- Primer Premio: Concurso Internacional “Ciutat de Mallorca” (2005)
- Primer Premio y Premio a la mejor interpretación de música de A. García Abril: Concurso Nacional “Antón García Abril” (Teruel, 2005)[8]
- Primer Premio: Concurso Nacional “Compositores de España” (Vigo, 2005)
- Tercer Premio y Premio a la mejor interpretación de una sonata de Beethoven : Concurso Internacional “VALSESIA MUSICA” (Varallo-Italia, 2005)
- Segundo Premio y Premio a la mejor interpretación de música española: Concurso Internacional “COMPOSITORES DE ESPAÑA-CIPCE” (Las Rozas- Madrid, 2005)
- Primer Premio: Concurso Internacional “Ciutat de Manresa” (Barcelona, 2006)
- Segundo Premio: Concurso Internacional “Vila de Capdepera” (Mallorca, 2006)
- Primer Premio: XXV Concurso Internacional “Delia Steinberg” (Madrid, 2006)[9]
- Segundo Premio: Concurso Internacional “Ricard Viñes” (Lérida, 2006)
- Primer Premio y Premio al mejor intérprete de piano: Concurso Internacional “Ciutat de Alcoy” (Alicante, 2007)[10]
- Primer Premio: Concurso Nacional “Amparo Fandos” (Torrent-Valencia, 2007)[11]
- Primer Premio y Premio especial del jurado: Concurso Internacional “Ciudad de Huesca” (2007)
- Segundo Premio: Concurso Internacional “CIDADE DO PORTO” (Portugal, 2007)
- Primer Premio: Concurso Internacional “Eugènia Verdet” (Barcelona, 2010)
- Segundo Premio: Concurso Internacional “Ciutat de Carlet” (Valencia, 2010)
- Primer Premio: Concurso Nacional “Manuel del Águila” (Almería, 2010)[12]
- Medalla: Concurso Internacional "María Canals" (Barcelona, 2011)
- Quinto Premio: Concurso Internacional "UNISA" (Pretoria, Sudáfrica, 2012)[5]

## Discografía
- The Triumph of the sonata (Columbia Música), con sonatas de Beethoven y Brahms.[13]
- Préludes Book 1 (PlayClassics), con 12 preludios de Debussy.[14]
- Conversations (PlayClassics), con obras de Beethoven, Schubert y Liszt[15]
- Mozart - Beethoven Wind Quintets (PlayClassics), con los quintetos para viento de Mozart y Beethoven, como miembro del grupo Harmonie du soir[16]